# Neuquenaphis palliceps
Neuquenaphis palliceps är en insektsart. Neuquenaphis palliceps ingår i släktet Neuquenaphis och familjen långrörsbladlöss. Inga underarter finns listade i Catalogue of Life.